# Ciclopi

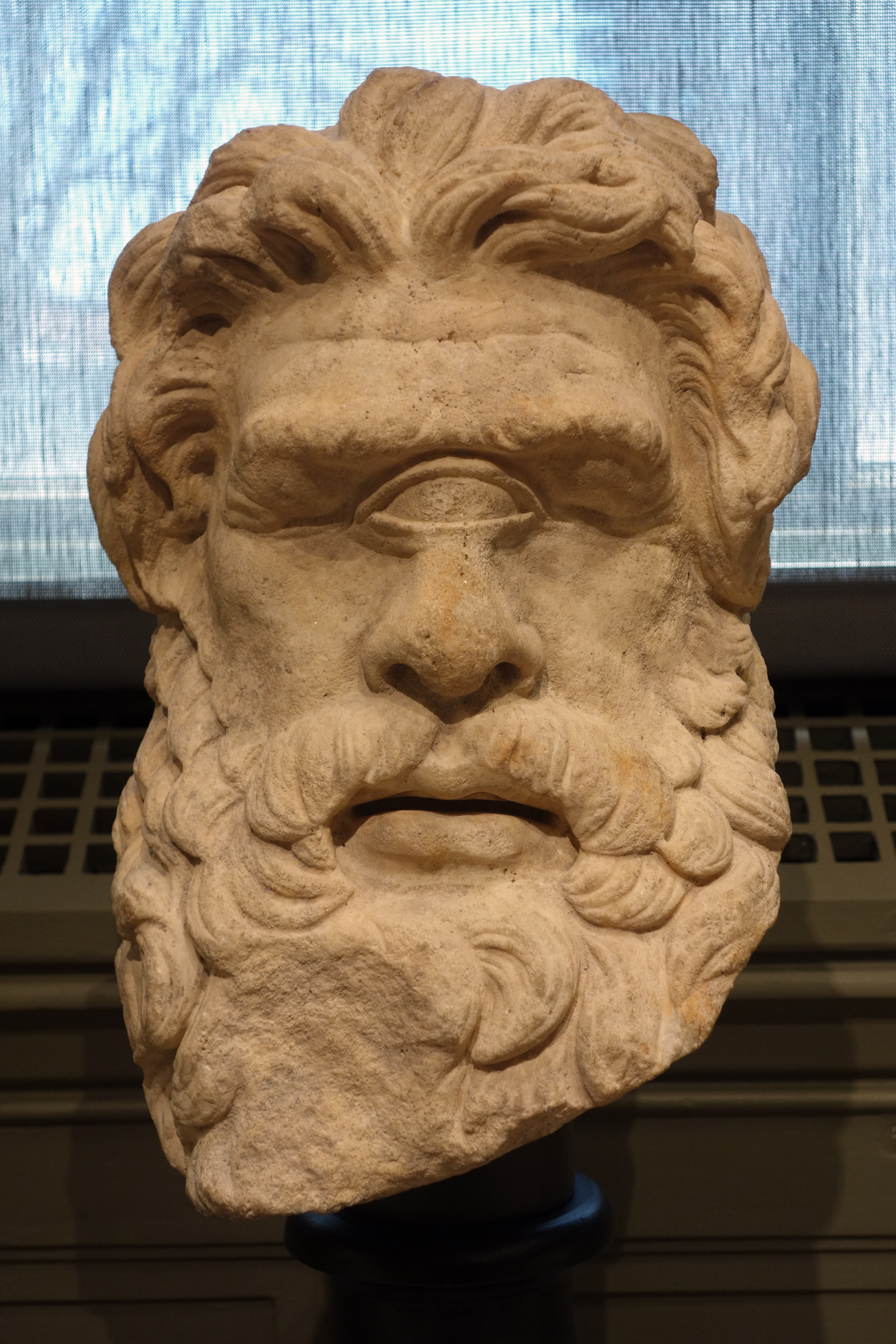
Testa del ciclope Polifemo dall'isola di Taso; antica scultura greca oggi al Museo di belle arti di Boston

I Ciclopi (in greco antico: Κύκλωπες?, Kýklōpes) sono delle figure della mitologia greca. Sono in genere uomini giganteschi con un occhio solo al centro della fronte, a volte dipinto come unico organo visivo della creatura, altre volte invece accompagnato da una coppia di occhi. Compaiono in vari racconti della mitologia greca e la loro descrizione varia a seconda dell'autore: nella Teogonia di Esiodo vengono rappresentati come artigiani e fabbri eccezionali, figli di Urano e Gea, mentre nell'Odissea di Omero diventano delle creature rozze, violente e selvagge dedite alla pastorizia e, occasionalmente, all'antropofagia; di quest'ultimo gruppo fa parte uno dei ciclopi più noti, ossia Polifemo, figlio di Poseidone. 
Il nome deriva dal greco "κύκλος" (cerchio) e "ὤψ" (occhio).

## Descrizione

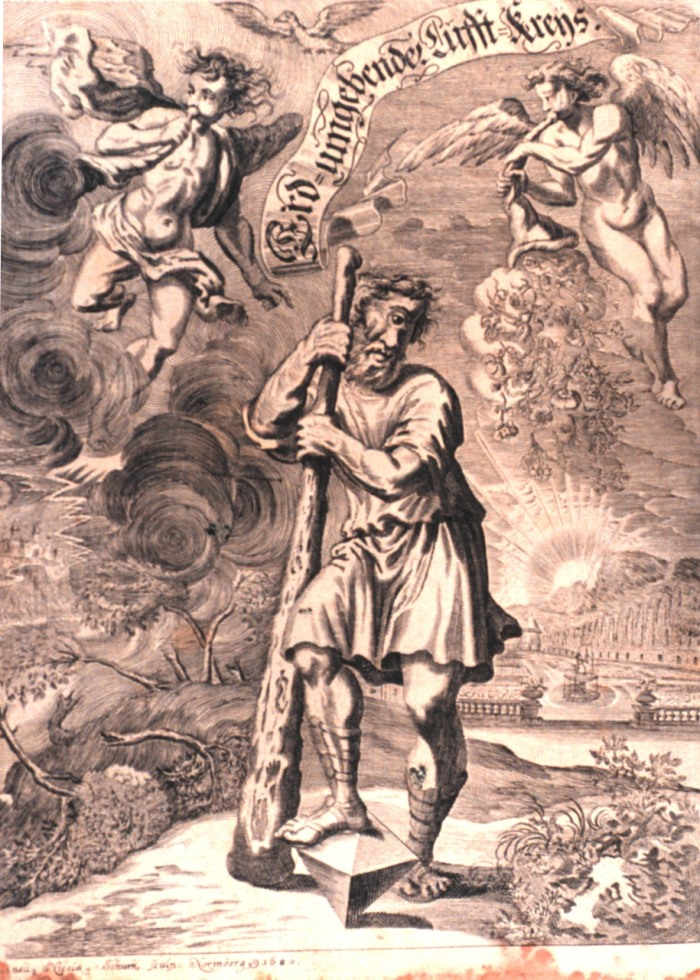
Ciclope, illustrazione del 1680

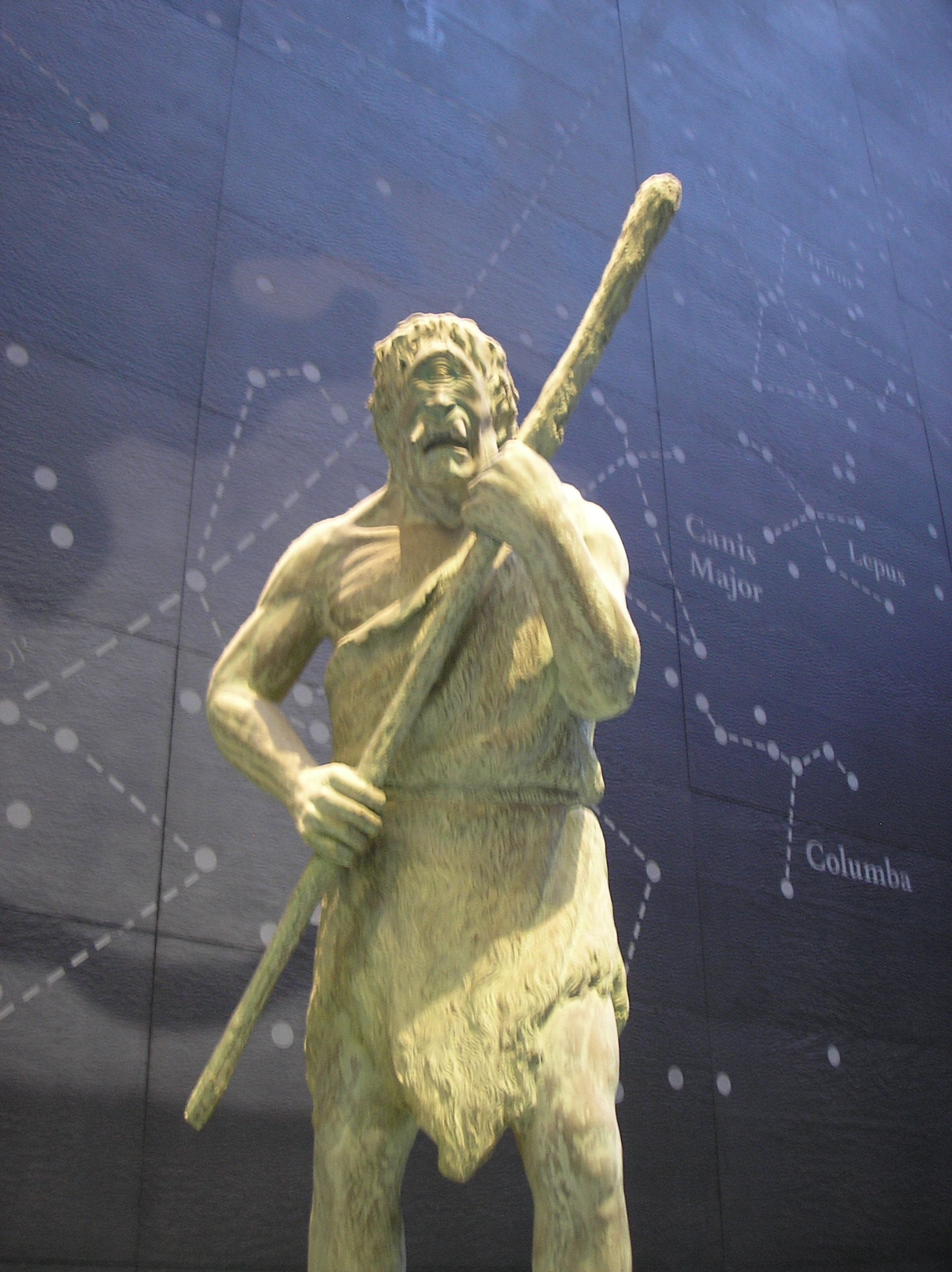
Statua di un ciclope al Museo di storia naturale di Londra.

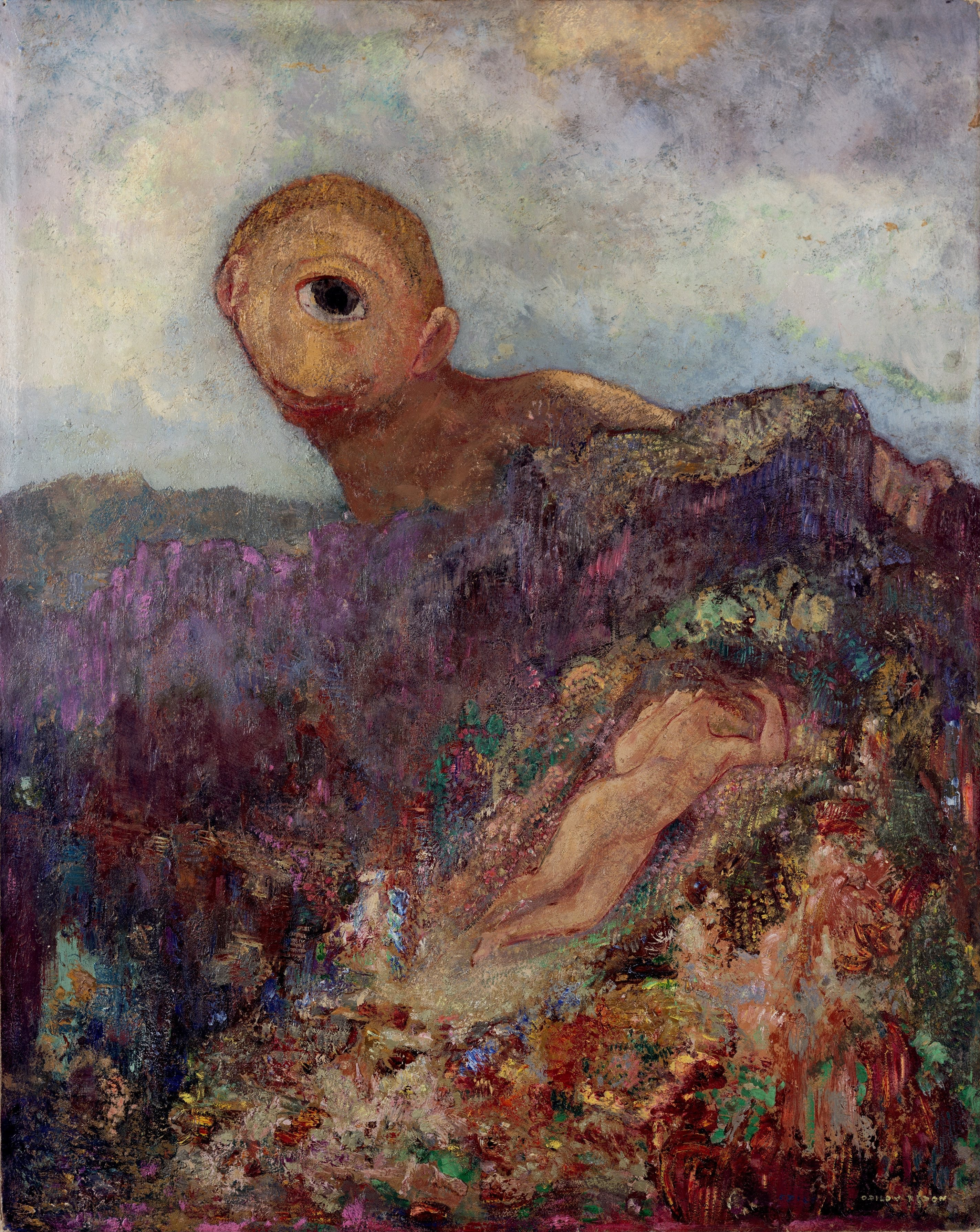
Odilon Redon, Il ciclope, museo Kröller-Müller

Esistono due diverse tipologie di Ciclopi nella mitologia greca. In Esiodo (cfr. Teogonia) i tre Ciclopi Bronte, Sterope e Arge sono, come i Titani e gli Ecatonchiri (o Centimani), figli di Urano e di Gea. Questi Ciclopi sono esseri civilizzati e alleati degli dei olimpici. Vengono descritti come abilissimi artigiani, alti conoscitori dell'arte della lavorazione del ferro e la loro attività era fabbricare i fulmini di Zeus. Inoltre, sono dotati di conoscenza e intelletto straordinari. In Callimaco (cfr. Inno ad Artemide) i Ciclopi sono gli aiutanti di Efesto.
In Omero invece, che ne parla nell'Odissea (libro IX), i Ciclopi sono ridotti al rango di esseri mostruosi, dei giganteschi energumeni che vivono isolati l'uno dall'altro in caverne naturali e praticano la pastorizia per vivere, non disdegnando però di cibarsi di esseri umani. Oltretutto, a rimarcare la loro inferiorità rispetto ai Ciclopi originali, in Omero non sono più figli di Urano e Gea (quindi in qualche senso zii degli dèi e a loro antecedenti), ma soltanto del dio dei mari Poseidone.
(Odissea, IX, 107-111)
Omero dà solo il nome di uno di loro, Polifemo, che fece prigionieri Ulisse e i suoi compagni. Il suo accecamento da parte dell'eroe sarà causa della collera di Poseidone.
Esiste in realtà una terza tipologia di Ciclopi, chiamati Gasterochiri. Questi sarebbero originari della Licia, seguirono Preto nell'Argolide quando questi tornò in Grecia. Erano muratori ed edificarono per lui le mura della città di Tirinto e per conto di suo nipote Perseo le mura di Micene e Midea.

## Realtà storica

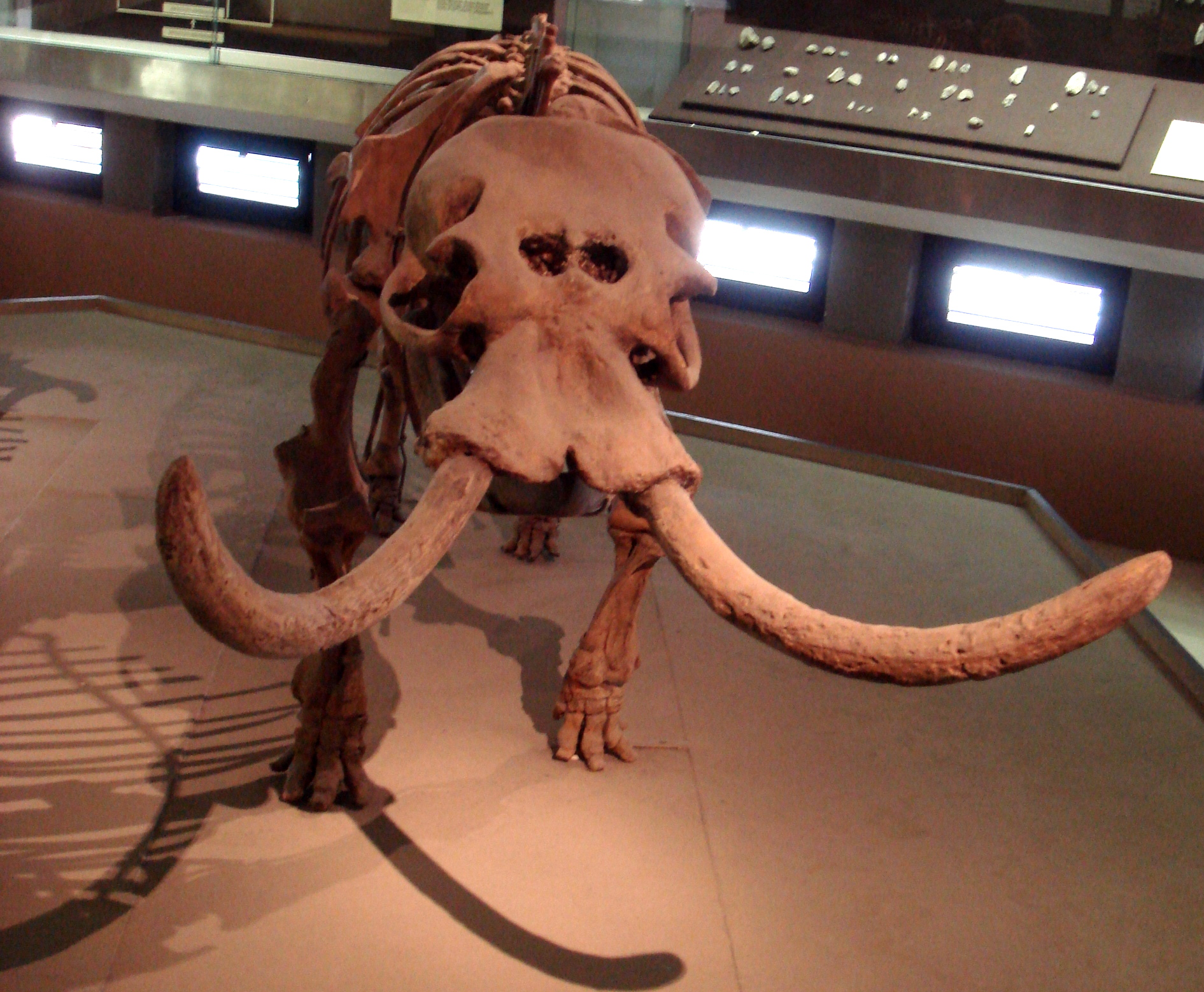
Un elefante nano

Una qualche verità storica riguardo all'esistenza di una popolazione o tribù dal nome di "Ciclopi" ci viene data da Tucidide nel libro VI delle sue Storie allorquando si accinge a parlare delle popolazioni barbare esistenti in Sicilia prima della colonizzazione greca. Così scrive:
Il mito che descrive i Ciclopi con un unico occhio centrale, secondo alcune ipotesi, potrebbe essere nato a causa di alcuni ritrovamenti fossili di elefanti nani, vissuti in Sicilia al tempo del Paleolitico. La particolarità dei loro crani è di avere un grande buco al centro, che non è altro che il foro nasale dell'elefante. Tali resti fossili potrebbero quindi essere stati scambiati per uomini giganteschi con un occhio solo e infatti anche il filosofo Empedocle afferma che in molte caverne siciliane furono ritrovati fossili di una stirpe di uomini giganteschi oggi scomparsa.
L'ipotesi più attendibile rimane oggi quella secondo cui i Ciclopi, antichi fabbri, fossero in realtà degli artigiani emigrati da oriente fino alle isole Eolie dove si sono trovate tracce della lavorazione dei metalli durante la facies Diana (IV millennio a.C.). I riscontri archeologici potrebbero così confermare il mito che li voleva residenti proprio su tali Isole. La presenza di un occhio solo potrebbe essere una tradizione legata all'usanza di coprire con una benda l'occhio sinistro per proteggerlo dalle scintille o da un ipotetico tatuaggio sulla fronte rappresentante il Sole, elemento al quale questi antichi artigiani potevano probabilmente essere devoti.